# Tutelina
Tutelina  (лат.) — род аранеоморфных пауков из подсемейства Dendryphantinae в семействе пауков-скакунов (Salticidae). Включает шесть видов, распространённых в Новом Свете: от Канады до Эквадора.

## Виды и распространение
В настоящее время к роду Tutelina относят шесть видов:
- Tutelina elegans (Hentz, 1846)typus — США
- Tutelina formicaria (Emerton, 1891) — США
- Tutelina harti (Peckham, 1891) — США, Канада
- Tutelina purpurina Mello-Leitãoo, 1948 — Гайана
- Tutelina rosenbergi Simon, 1901 — Эквадор
- Tutelina similis (Banks, 1895) — США, Канада

## Галерея

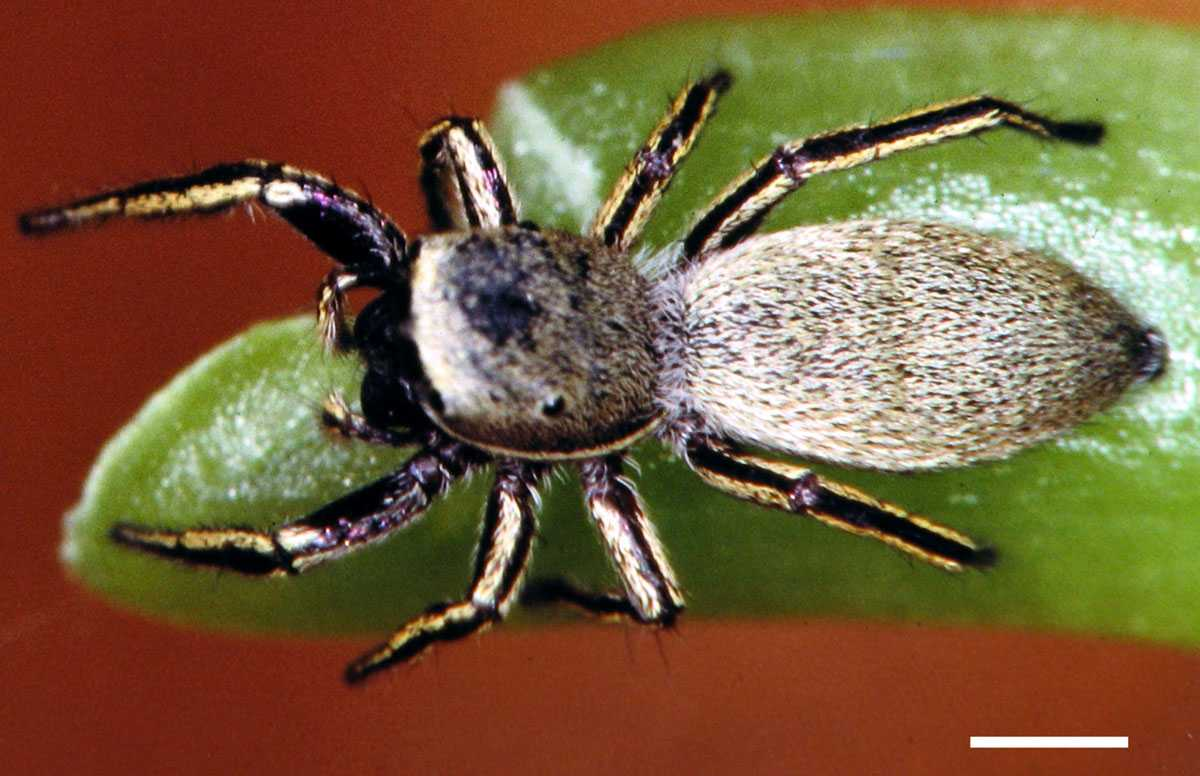
Tutelina similis
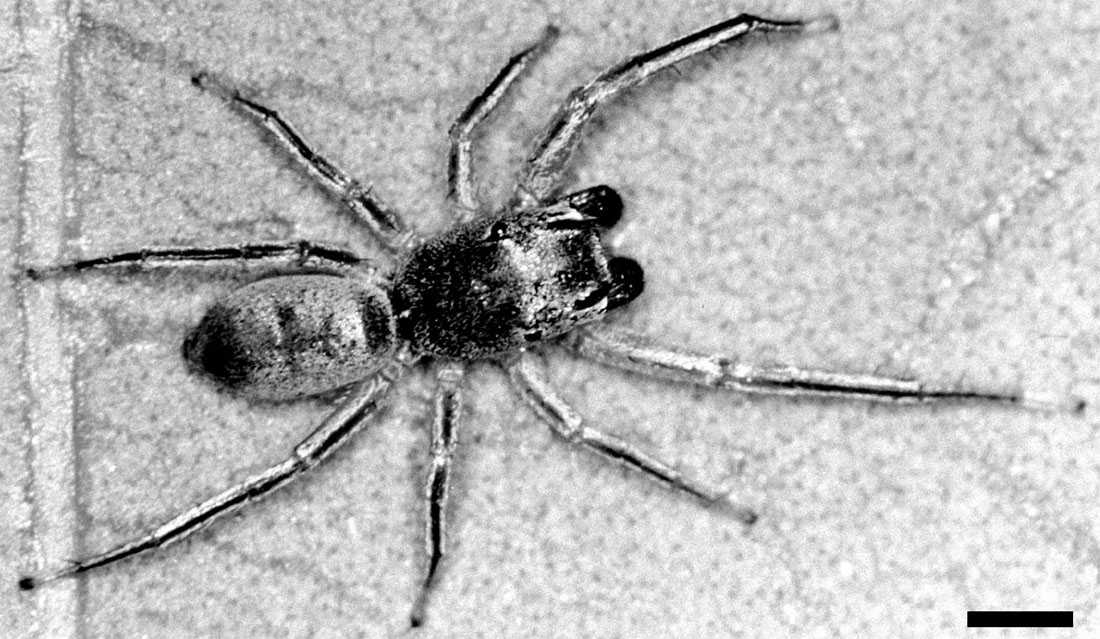
Tutelina sp.